# Илин (Ичан)
Или́н (кит. упр. 夷陵, пиньинь Yílíng) — район городского подчинения городского округа Ичан провинции Хубэй (КНР).

## История
Эти места упоминаются ещё в 278 году до н. э. в информации о том, как циньский полководец Бай Ци напал на царство Чу и уничтожил Илин.
В эпоху Троецарствия здесь был создан округ Силин (西陵郡). После объединения китайских земель под властью империи Цзинь был создан уезд Илин (夷陵县). В 305 году западная часть уезда Илин была выделена в отдельный уезд Ичан (宜昌县).
В эпоху Южных и Северных династий округ Иду при южной империи Лян стал областью Ичжоу (宜州), при империи Западная Вэй — областью Точжоу (拓州), при империи Северная Чжоу — областью Сячжоу (硖州). После объединения китайских земель под властью империи Суй область Сячжоу в 607 году стала округом Илин (夷陵郡). Во времена империи Тан в стране неоднократно менялась структура административного деления, и эти места находились то в составе округа Илин, то в составе области Сячжоу. После монгольского завоевания написание названия области Сячжоу изменилось с 硖州 на 峡州. В 1280 году область была поднята в статусе, и стала Сячжоуским регионом (峡州路).
После свержения власти монголов и провозглашения империи Мин Сячжоуский регион был в 1364 году расформирован, а вместо него опять образована область Сячжоу (峡州). В 1376 году она была переименована в область Илин (夷陵州).
После завоевания страны маньчжурами власти империи Цин в 1648 году изменили написание названия области Илин с 夷陵州 на 彝陵州. В 1735 году область была поднята в статусе и стала Ичанской управой (宜昌府); на землях, ранее напрямую управлявшихся областными властями, был образован уезд Дунху (东湖县). После Синьхайской революции в Китае была произведена реформа структуры административного деления, и в 1912 году области с управами были упразднены, а уезд Дунху был переименован в Ичан по названию бывшей управы (宜昌县).
После образования КНР в 1949 году был создан Специальный район Ичан (宜昌专区) в составе 9 уездов; при этом из уезда Ичан был выделен город Ичан (宜昌市), перешедший под непосредственное управление властей провинции Хубэй. В 1959 году Специальный район Ичан был расформирован, а вместо него был образован Промышленный район Иду (宜都工业区), но в 1961 году Промышленный район Иду был расформирован, и был вновь создан Специальный район Ичан. В 1970 году Специальный район Ичан был переименован в Округ Ичан (宜昌地区). В 1992 году город Ичан и округ Ичан были объединены в городской округ Ичан.
В 2001 году уезд Ичан был расформирован, а на его территории был образован район городского подчинения Илин.

## Административное деление
Район делится на 1 уличный комитет, 9 посёлков и 2 волости.